# Aitor González
Aitor González Jiménez, född 27 februari 1975 i Zumárraga, Guipúzcoa, är en spansk före detta proffscyklist. González har vunnit Vuelta a España en gång, vilket han gjorde 2002. Utöver detta har han vunnit två etapper i Giro d'Italia och en etapp i Tour de France. Hans sista stora seger var Tour de Suisse 2005.
González blev professionell 1998 med det spanska laget Avianca-Telecom. Han tävlade för det baskiska cykelstallet Euskaltel-Euskadi innan han lade av vintern 2005–2006 på grund av dopninganklagelser.

## Stall
- Avianca-Telecom 1998

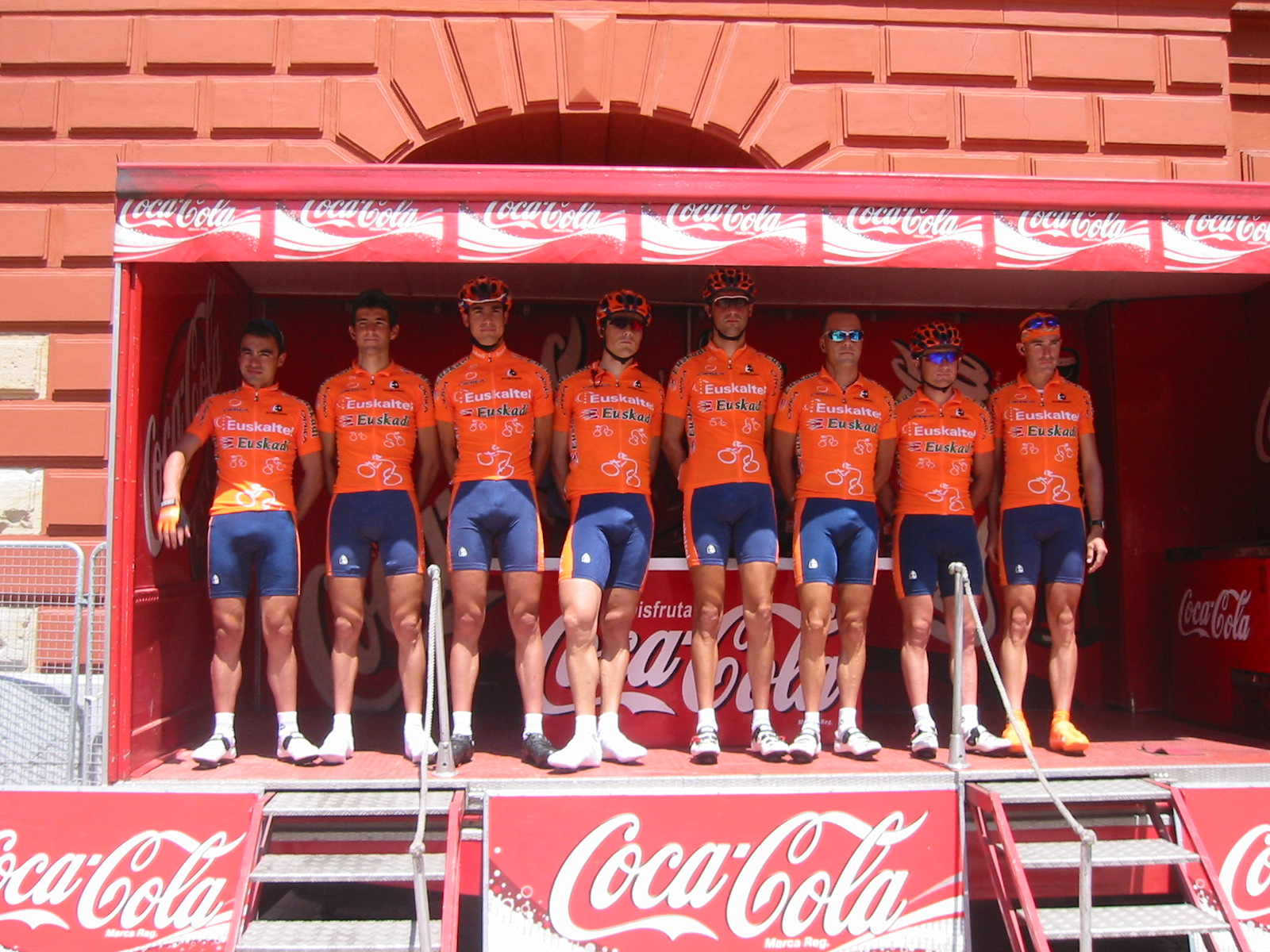
Aitor González, trea från höger, i Euskaltel-Euskadi säsongen 2005.

- Kelme-Costa Blanca 1999–2002
- Fassa Bortolo 2003–2004
- Euskaltel-Euskadi 2005